# Bernadeta Dobosz
Bernadeta Dobosz – polska fizyczka, doktor habilitowany nauk fizycznych.

## Życiorys
Fizykę ukończyła na poznańskim Wydziale Fizyki UAM w roku 2002 (praca magisterska: Badanie metodą EPR i ENDOR dynamiki centrów paramagnetycznych w naciekach jaskiniowych; promotorem był Ryszard Krzyminiewski). Doktoryzowała się na macierzystym wydziale w 2007 na podstawie pracy pt. Badanie metodą elektronowego rezonansu paramagnetycznego struktury i dynamiki centrów paramagnetycznych w glinach i ceramice (promotorem był Ryszard Krzyminiewski).
Habilitowała się w 2018 na podstawie oceny dorobku naukowego oraz cyklu publikacji pt. Badanie metodą ESR fizycznych właściwości funkcjonalizowanych nanocząstek magnetytu jako potencjalnych nośników leków. Na macierzystym Wydziale Fizyki UAM pracuje jako adiunkt i kierownik w Zakładzie Fizyki Medycznej. Ponadto pracuje także w Centrum NanoBioMedycznym UAM. W pracy naukowej zajmuje się takimi zagadnieniami jak spektroskopia elektronowego rezonansu paramagnetycznego, obrazowanie EPR, nanomedycyna, fizyka medyczna, terapia protonowa, biosygnały.
Swoje prace publikowała m.in. w „Journal of Physics and Chemistry of Solids", „Journal of Magnetism and Magnetic Materials" oraz „Current Applied Physics".